# Розрита могила
«Розрита могила» — вірш Тараса Шевченка, написаний 9 жовтня 1843 року в Березані. Це перший відверто антиімперський вірш поета, у якому він висловлює протест проти соціального й національного гноблення українського народу царизмом і картає українське панство й чиновництво, що здійснювали політику самодержавства в Україні.

## Передумови створення
Ідеї, висловлені в «Розритій могилі», поступово визрівали в перших творах Шевченка («До Основ'яненка», «Думи мої, думи мої» (1839), «Гайдамаки»). Безпосереднім поштовхом до написання вірша стали розкопки археологічних пам'яток, зокрема могил, проведення яких в 1830—40-х роках пожвавилось в Україні. У Шевченкові часи могили були характерною рисою українського степового ландшафту. «Розриту могилу» написано під враженням од археологічних розкопок могил, зокрема після відвідин поетом розкопок однойменного кургану Котелевщини. Проте вірш пов'язаний з осмисленням усього комплексу вражень від баченого в Україні 1843 року. Ішлося не тільки про наругу над історичною пам'яттю українців, чи про розчарування в тих або інших представниках українського панства, бо воно було тільки частиною величезної кріпосницької структури, що душила селянство і лягала гнітючим тягарем на всі вияви національного життя. Усе це побачив і відчув Шевченко за кілька місяців своєї поїздки в Україну. Бачив степи, «запродані жидові й німоті» — німецькі колонії й величезні маєтки барона Штіґліца на давніх запорізьких землях. Перші німецькі колонії були засновані у 1789 році на острові Хортиця та в Павлоградському і Новомосковському повітах Катеринославської губернії переселенцями з Пруссії. У 1845 році на півдні України налічувалось вже близько ста тисяч німецьких колоністів. Єврейська колонізація причорноморських степів почалася пізніше — у 1807 році засновано перші колонії на Херсонщині, однак через відсутність у переселенців досвіду господарювання довго вони не протримались. Пишучи про колонізацію українських степів євреями, Шевченко міг мати на увазі родину баронів Штігліців — царських придворних банкірів, яким належали землі, де була колись Стара і Нова Січ, бо у 1843 році Шевченко побував на острові Хортиця. Ця картина здавалась йому профануванням пролитої там лицарської крови, образою для пам'яті героїчного козацтва, і він пізніше картав ним запроданих Москві земляків, що вміли свій російський патріотизм погоджувати з козацько-запорізькою романтикою, питаючись їх: «А чиєю кров'ю // Ота земля напоєна, // Що картоплю родить?». Ідеї цих рядків постали власне тут, на зганьблених руїнах колишньої слави. 
«І перебування вдома по чотирнадцятьох роках розлуки з рідним селом та родиною, і подорож до Чигирина та до Січі були великим етапом на його життєвому і творчому шляху. Враження від них виорали глибокі борозни-рани в його серці, і перо його потім писало вже тільки їхньою кров'ю»— Павло Зайцев

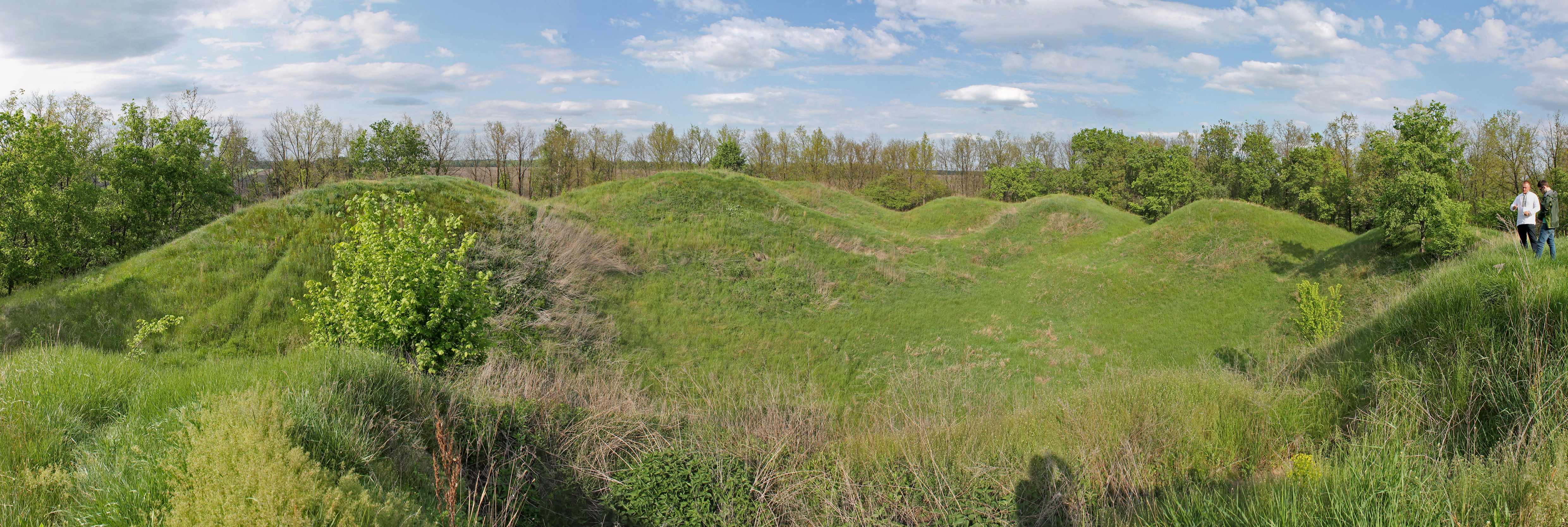
Сучасний вигляд кургану

Відбувається дуже важлива зміна в його настроях і поглядах. Поет усвідомлює, що попри героїчне козацьке минуле, незаперечним фактом є сучасні Шевченкові реалії підмосковської України, яка тепер розплачувалася за те, що не втримала тієї волі, яку могла здобути (чи здобула на короткий час) у добу Богдана Хмельницького, у Визвольну війну 1648—1654 років. Так народжується антицаристська, антиколонізаторська політична лірика Шевченка, яка, разом із багатим емоційним спектром викриття кріпацтва, надасть основний зміст поезії «Трьох літ». Першою в цьому ряду стала поезія «Розрита могила», написана 9 жовтня 1843 року в Березані.

## Історія написання
Автограф — в альбомі «Три літа». У квітні — червні 1846 року, перебуваючи в Києві, Шевченко переписав вірш з невідомого первісного автографа до рукописної збірки «Три літа» (під час переписування поправив 19-й, 43-й рядки). На початку 1847 року, найімовірніше, в лютому — березні, під час перебування у селі Седневі в О. І. Лизогуба, Шевченко зробив у збірці виправлення і переробки олівцем у рядках 1, 39, 43 і дописав назву. Тоді текст вірша набув остаточного вигляду.

## Ідейно-тематичний зміст
Ця невелика поезія має характерний для Шевченка динамічний сюжет думки і спонтанність емоційно-інтонаційних переходів, що стрімко змінюють ракурси подання теми. Типовий «шевченківський» зачин «Світе тихий, краю милий, // Моя Україно! // За що тебе сплюндровано, // За що, мамо, гинеш? // Чи ти рано до схід сонця // Богу не молилась? // Чи ти діточок непевних // Звичаю не вчила?» — цей зачин вимагає відповіді на фатальне запитання, і відповідь дається щиро-материнська: «Молилася, турбувалась, // День і ніч не спала, // Малих діток доглядала, // Звичаю навчала. // Виростали мої квіти, // Мої добрі діти, //Панувала і я колись // На широкім світі..» — і тут голос мовби зривається, подих збивається: «Панувала…» — і за короткою паузою-спазмою набирає сили у звинуваченні: «…Ой Богдане! // Нерозумний сину! // Подивись тепер на матір, // На свою Вкраїну… …// Ой Богдане, Богданочку! // Якби була знала, // У колисці б задушила, // Під серцем приспала». Такий розпачливо-відчайдушний материнський присуд потребує великої сили мотивації, і вона дається: «Степи мої запродані // Жидові, німоті, // Сини мої на чужині, // На чужій роботі. // Дніпро, брат мій, висихає, // Мене покидає, // І могили мої милі // Москаль розриває…». У цьому контексті розкопування могил — це не дослідження старовини, а вражаюча метафора викорчовування історичної пам'яті та національного самоусвідомлення українського народу з усіма трагічними наслідками, серед яких і поява земляків-«перевертнів», які стануть опорою й ударною силою колоніального режиму. Звідси гнів, що переходить у біль розпачу, біль визнання поразки: «Нехай риє, розкопує, — // Не своє шукає; // А тим часом перевертні // Нехай підростають // Та поможуть Москалеві // Господарювати, // Та з матері полатану // Сорочку здіймати… // Помагайте, недолюдки, // Матір катувати!…». Перевертнями Шевченко називає українців, які з корисливою метою нехтували національними та соціальними інтересами рідного народу. Асиміляцію козацької старшини, котрій надавались у володіння земля та кріпаки, російська влада почала проводити з початку XVIII століття. Особливо посилилася проімперська орієнтація української знаті після 1785 року, коли Катерина II зрівняла її з російським дворянством, що відкривало можливості зробити кар'єру й отримати посаду. Душі народу не докопались, не викорчували найглибшого кореня, отож залишається надія на воскресіння. Ця метафора розритої — недорозритої могили, знищуваної, але незнищенної України — одна з ключових у поезії Шевченка.

## Списки і перші публікації
У середині 1840-х років, до арешту Шевченка 5 квітня 1847 року, вірш поширюється в рукописних списках, зокрема, в колі кирило-мефодіївців та близьких до них осіб. Під час арешту кирило-мефодіївців список «Розритої могили» відібрано у В. М. Білозерського. Список, хоч і не безпосередньо, походить від рукописної збірки «Три літа». Список О. М. Бодянського, датований 25 грудня 1845 року, не має розходжень з автографом у збірці «Три літа». Список невідомою рукою, що належав М. О. Максимовичу, близький до автографа у збірці «Три літа». Відміни іншого списку Максимовича подав В. М. Доманицький. Наприкінці 1850-х років вірш переписав до свого збірника О. М. Лазаревський (зберігається в Інституті літератури імені Тараса Шевченка НАН України). Той список не відбивав тексту, створеного в рукописній збірці «Три літа», містив спотворення й викривлення. Особливо перекручено в ньому заключні рядки твору (47—53). Переглядаючи цей список після повернення із заслання, Шевченко зробив у ньому багато виправлень, усунув частину спотворень, частково відновив варіанти збірки «Три літа», подекуди створив нові варіанти. Заключні рядки (47—53) Шевченко закреслив, нічим їх не замінивши. Правку не доведено до кінця й облишено. Список твору мав П. О. Куліш. Найімовірніше, за цим списком вірш уперше надруковано у збірнику «Новые стихотворения Пушкина и Шевченки» (Лейпциг, 1859). Відомі також списки в рукописних збірках «Стихотворения Шевченка», «Сочинения Т. Г. Шевченка» (1862), у рукописному «Кобзарі» 1863 року, у рукописному «Кобзарі», датованому 1866 роком, у примірнику «Кобзаря» 1860 року з рукописними вставками, який належав Л. Г. Лопатинському, списки невідомою рукою. Вперше введено до збірки творів у львівському виданні поезій Тараса Шевченка, де подано за першодруком, здійсненим з багатьма друкарськими помилками.

## Мистецькі інтерпретації
Сучасний рок-гурт «Кому вниз» створив пісню на слова вірша «Розрита могила». 
Крім того, цей вірш та одноіменний курган є центральними образами роману-антиутопії "Розриті Могили" сучасного українського письменника Павла Шикіна. В романі прямо цього не зазначено, але за деталями можна здогадатися, що дія відбувається в Березані.